# Marguerittes
Cet article possède des paronymes, voir Marguerite, Margueritte et Jean Teissier de Marguerittes.
Marguerittes est une commune française située dans l'est du département du Gard, en région Occitanie.
Exposée à un climat méditerranéen, elle est drainée par le Vieux Vistre, le Canabou et par un autre cours d'eau. Incluse dans les gorges du Gardon, la commune possède un patrimoine naturel remarquable : un site Natura 2000 (les « costières nîmoises »), un espace protégé (les « Costières de Nimes ») et deux zones naturelles d'intérêt écologique, faunistique et floristique.
Marguerittes est une commune urbaine qui compte 8 370 habitants en 2022, après avoir connu une forte hausse de la population depuis 1962. Elle est dans l'agglomération de Nîmes et fait partie de l'aire d'attraction de Nîmes. Ses habitants sont appelés les Marguerittois ou  Marguerittoises.
Le patrimoine architectural de la commune comprend deux  immeubles protégés au titre des monuments historiques : un vestige de l'aqueduc de Nîmes, inscrit en 1999, et l'ancienne église paroissiale de Marguerittes, inscrite en 2015.

## Géographie

### Localisation
La commune de Marguerittes est située dans le département du Gard, à 5 km au nord-est de Nîmes, chef-lieu de ce département, 30 km au sud-ouest d'Avignon et 50 km au nord-est de Montpellier. Elle est le chef-lieu du canton de Marguerittes qui compte 5 communes.

### Communes limitrophes
Les communes limitrophes sont  Bezouce, Cabrières, Manduel, Nîmes, Poulx, Redessan, Rodilhan et Saint-Gervasy.
|       | Poulx             | Cabrières              |
| Nîmes | Marguerittes      | Saint-Gervasy, Bezouce |
|       | Rodilhan, Manduel | Redessan               |

### Climat
Pour des articles plus généraux, voir Climat de l'Occitanie et Climat du Gard.
En 2010, le climat de la commune est de type climat méditerranéen franc, selon une étude s'appuyant sur une série de données couvrant la période 1971-2000. En 2020, Météo-France publie une typologie des climats de la France métropolitaine dans laquelle la commune est exposée à un climat méditerranéen et est dans la région climatique Provence, Languedoc-Roussillon, caractérisée par une pluviométrie faible en été, un très bon ensoleillement (2 600 h/an), un été chaud (21,5 °C), un air très sec en été, sec en toutes saisons, des vents forts (fréquence de 40 à 50 % de vents > 5 m/s) et peu de brouillards.
Pour la période 1971-2000, la température annuelle moyenne est de 14,3 °C, avec une amplitude thermique annuelle de 17,4 °C. Le cumul annuel moyen de précipitations est de 723 mm, avec 5,7 jours de précipitations en janvier et 2,7 jours en juillet. Pour la période 1991-2020, la température moyenne annuelle observée sur la station météorologique la plus proche, située sur la commune de Nîmes à 7 km à vol d'oiseau, est de 15,6 °C et le cumul annuel moyen de précipitations est de 734,4 mm,. Pour l'avenir, les paramètres climatiques de la commune estimés pour 2050 selon différents scénarios d’émission de gaz à effet de serre sont consultables sur un site dédié publié par Météo-France en novembre 2022.

### Milieux naturels et biodiversité

#### Espaces protégés
La protection réglementaire est le mode d’intervention le plus fort pour préserver des espaces naturels remarquables et leur biodiversité associée,.
La commune fait partie de la zone de transition des gorges du Gardon, un territoire d'une superficie de 23 800 ha reconnu réserve de biosphère par l'UNESCO en 2015 pour l'importante biodiversité qui la caractérise, mariant garrigues, plaines agricoles et yeuseraies,.
Un  autre espace protégé est présent sur la commune : 
les « Costières de Nimes », un terrain acquis (ou assimilé) par un conservatoire d'espaces naturels, d'une superficie de 2 027 ha.

#### Réseau Natura 2000

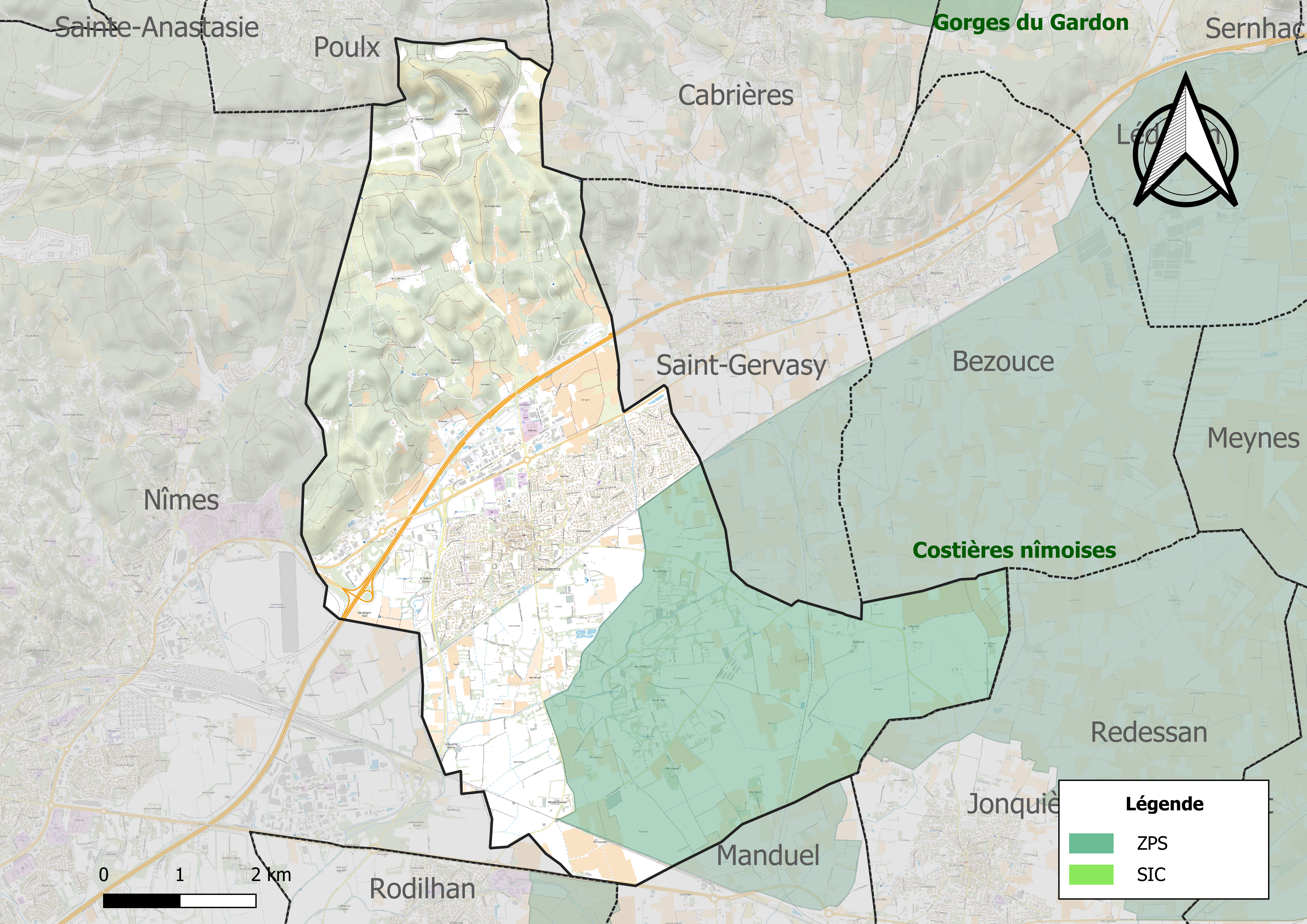
Sites Natura 2000 sur le territoire communal.

Le réseau Natura 2000 est un réseau écologique européen de sites naturels d'intérêt écologique élaboré à partir des directives habitats et oiseaux, constitué de zones spéciales de conservation (ZSC) et de zones de protection spéciale (ZPS).
Un site Natura 2000 a été défini sur la commune au titre  de la directive oiseaux : les « costières nîmoises », d'une superficie de 13 479 ha, qui accueillait, en 2004, 300 mâles chanteurs, soit 60% des mâles reproducteurs de la région et près du quart des mâles reproducteurs en France.

#### Zones naturelles d'intérêt écologique, faunistique et floristique
L’inventaire des zones naturelles d'intérêt écologique, faunistique et floristique (ZNIEFF) a pour objectif de réaliser une couverture des zones les plus intéressantes sur le plan écologique, essentiellement dans la perspective d’améliorer la connaissance du patrimoine naturel national et de fournir aux différents décideurs un outil d’aide à la prise en compte de l’environnement dans l’aménagement du territoire.
Une ZNIEFF de type 1 est recensée sur la commune :
la « plaine de Manduel et Meynes » (9 783 ha), couvrant 15 communes du département et une ZNIEFF de type 2, : 
le « plateau Saint-Nicolas » (15 838 ha), couvrant 16 communes du département.

Carte des ZNIEFF de type 1 et 2 à Marguerittes.
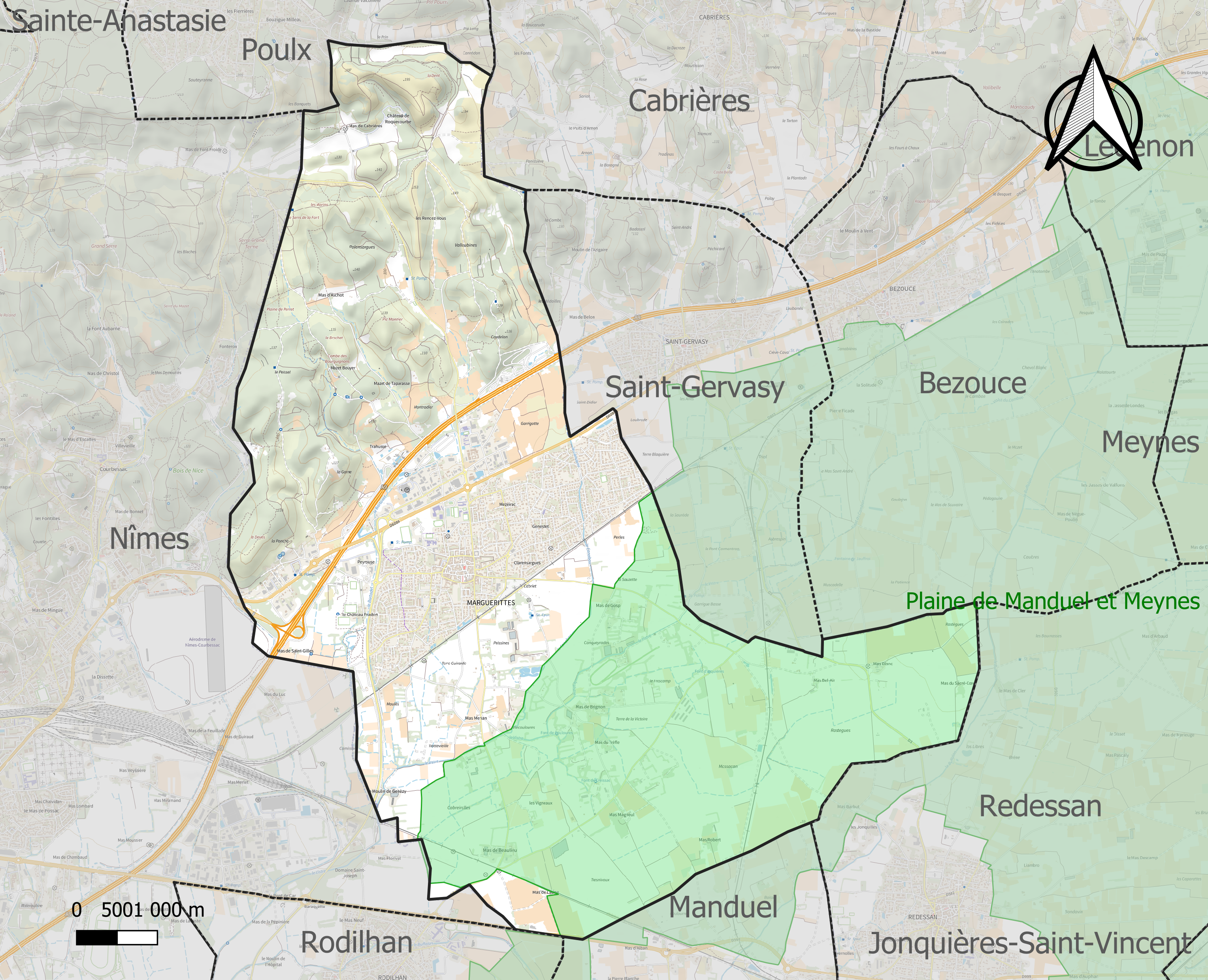
Carte de la ZNIEFF de type 1 sur la commune.
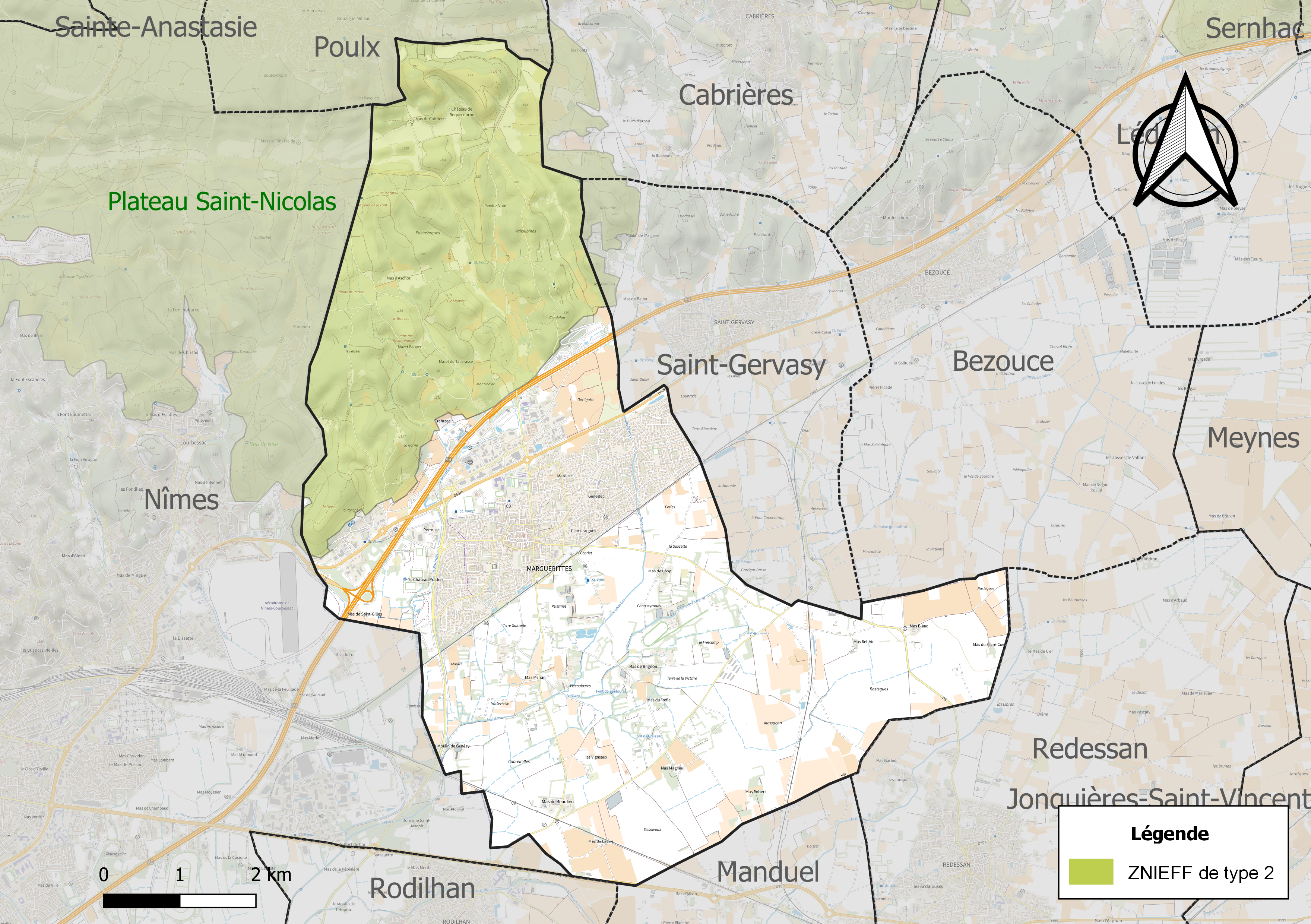
Carte de la ZNIEFF de type 2 sur la commune.

## Urbanisme

### Typologie
Au 1er janvier 2024, Marguerittes est catégorisée centre urbain intermédiaire, selon la nouvelle grille communale de densité à sept niveaux définie par l'Insee en 2022.
Elle appartient à l'unité urbaine de Nîmes, une agglomération intra-départementale regroupant neuf  communes, dont elle est une commune de la banlieue,,. Par ailleurs la commune fait partie de l'aire d'attraction de Nîmes, dont elle est une commune de la couronne,. Cette aire, qui regroupe 92 communes, est catégorisée dans les aires de 200 000 à moins de 700 000 habitants,.

### Occupation des sols
L'occupation des sols de la commune, telle qu'elle ressort de la base de données européenne d’occupation biophysique des sols Corine Land Cover (CLC), est marquée par l'importance des territoires agricoles (53,8 % en 2018), en diminution par rapport à 1990 (59,9 %). La répartition détaillée en 2018 est la suivante : 
zones agricoles hétérogènes (35,8 %), milieux à végétation arbustive et/ou herbacée (30,3 %), zones urbanisées (10 %), cultures permanentes (9,5 %), terres arables (8,5 %), zones industrielles ou commerciales et réseaux de communication (5,6 %), espaces verts artificialisés, non agricoles (0,3 %). L'évolution de l’occupation des sols de la commune et de ses infrastructures peut être observée sur les différentes représentations cartographiques du territoire : la carte de Cassini (XVIIIe siècle), la carte d'état-major (1820-1866) et les cartes ou photos aériennes de l'IGN pour la période actuelle (1950 à aujourd'hui).

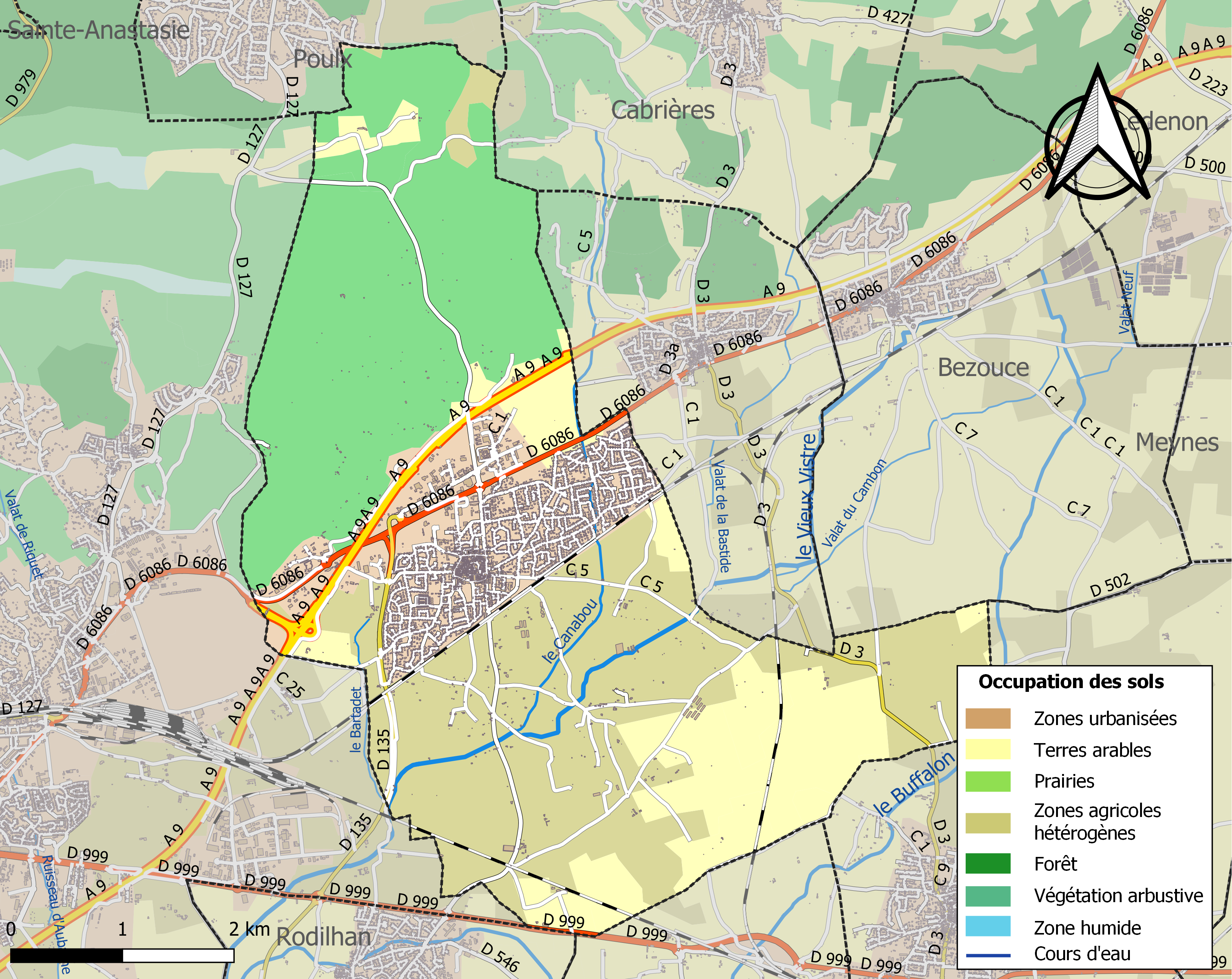
Carte des infrastructures et de l'occupation des sols de la commune en 2018 (CLC).

### Voies de communication et transports

#### Axes ferroviaires
La gare de Marguerittes, située sur la ligne de Givors-Canal à Grezan (ligne de la rive droite du Rhône) est implantée sur la commune. Dans le cadre de la réouverture au service voyageurs de cette même ligne, il est prévu que la gare soit à nouveau desservie par les circulations reliant Nîmes à Avignon et/ou Pont-Saint-Esprit.

#### Axes routiers
La ville est accessible par l'autoroute A9 (sortie n°24 : Nîmes-Est) voire la sortie n°25 (Nîmes-Ouest). Elle est aussi accessible par les routes départementales D6086 et D135.

#### Transports en commun
Marguerittes fait partie du réseau TANGO (Transport de l'Agglomération Nîmoise) et est desservi par trois lignes :
- la ligne de Tram-bus T4  qui relie Marguerittes jusqu’à Caissargues en passant par le centre de Nîmes ;
- la ligne de bus 21  à l’arrêt Magellan qui relie Lédenon au Pont de Justice à Nîmes ;
- la ligne de bus 22  à l’arrêt Magellan qui relie Sernhac au Pont de Justice à Nîmes.

### Risques majeurs
Le territoire de la commune de Marguerittes est vulnérable à différents aléas naturels : météorologiques (tempête, orage, neige, grand froid, canicule ou sécheresse), inondations, feux de forêts et séisme (sismicité faible). Il est également exposé à un risque technologique, le transport de matières dangereuses. Un site publié par le BRGM permet d'évaluer simplement et rapidement les risques d'un bien localisé soit par son adresse soit par le numéro de sa parcelle.

#### Risques naturels
La commune fait partie du territoire à risques importants d'inondation (TRI) de Nîmes, regroupant 20 communes soumises aux aléas de ruissellement pour la commune de Nîmes et de débordements de cours d’eau, notamment du Vistre, d'un de ses affluents, le Rhôny, et plus à la marge du Rhône, à l’aval, un des 31 TRI qui ont été arrêtés fin 2012 sur le bassin Rhône-Méditerranée. Les événements significatifs passés relatifs à la Vistre sont des crues rapides et violentes, qui causent d’importants dégâts, voire des pertes humaines (octobre 1988, septembre 2002, décembre 2003, septembre 2005 notamment). Concernant le Rhôny, les principales crues recensées à Codognan ont eu lieu en 1845, 1933, 1945, 1958, 1963, 1976, 1987 et en octobre 1988. Cette dernière est la plus importante et marquante pour la population nîmoise. Des cartes des surfaces inondables ont été établies pour trois scénarios : fréquent (crue de temps de retour de 10 ans à 30 ans), moyen (temps de retour de 100 ans à 300 ans) et extrême (temps de retour de l'ordre de 1 000 ans, qui met en défaut tout système de protection),. La commune a été reconnue en état de catastrophe naturelle au titre des dommages causés par les inondations et coulées de boue survenues en 1982, 1987, 1988, 1990, 2002 et 2005,.

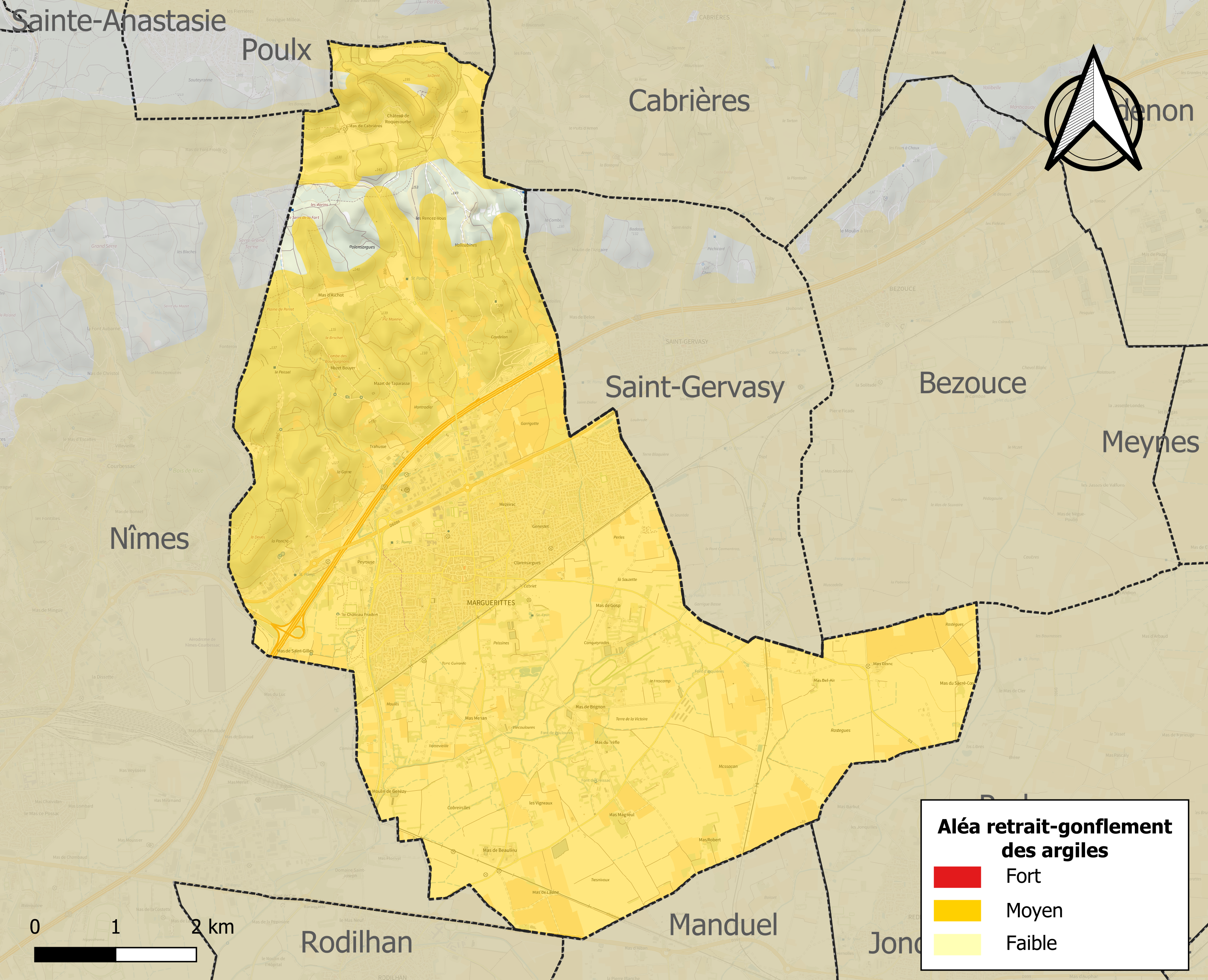
Carte des zones d'aléa retrait-gonflement des sols argileux de Marguerittes.

Le retrait-gonflement des sols argileux est susceptible d'engendrer des dommages importants aux bâtiments en cas d’alternance de périodes de sécheresse et de pluie. 95,8 % de la superficie communale est en aléa moyen ou fort (67,5 % au niveau départemental et 48,5 % au niveau national). Sur les 3 301 bâtiments dénombrés sur la commune en 2019, 3299 sont en aléa moyen ou fort, soit 100 %, à comparer aux 90 % au niveau départemental et 54 % au niveau national. Une cartographie de l'exposition du territoire national au retrait gonflement des sols argileux est disponible sur le site du BRGM,.
Par ailleurs, afin de mieux appréhender le risque d’affaissement de terrain, l'inventaire national des cavités souterraines permet de localiser celles situées sur la commune.

#### Risques technologiques
Le risque de transport de matières dangereuses sur la commune est lié à sa traversée par des infrastructures routières ou ferroviaires importantes ou la présence d'une canalisation de transport d'hydrocarbures. Un accident se produisant sur de telles infrastructures est en effet susceptible d’avoir des effets graves au bâti ou aux personnes jusqu’à 350 m, selon la nature du matériau transporté. Des dispositions d’urbanisme peuvent être préconisées en conséquence.

## Toponymie
Le nom de la localité est attesté dans la phrase In terminium de villa Virgelosa, que vocant Margarita, loco ubi vocant Margarita, in territorio civitatis Nemausensis (« Au bout des terres de Vireglosa, que l'on appelle Marguerittes »), Margarita  en 979, de Margaritas en 1121.
Margarida /maɾɣa'ɾiðo̯/)  en occitan.
Provençal margarido, du roman margarida, marguarita, du latin margarita : perle, mais aussi trésor.

## Politique et administration

### Liste des maires
| Période                                  | Période  | Identité               | Étiquette | Qualité                                                                            |
| ---------------------------------------- | -------- | ---------------------- | --------- | ---------------------------------------------------------------------------------- |
| 1834                                     | 1843     | Louis Boucoiran        |           |                                                                                    |
| 1816                                     | 1834     | Jean-Marie Gasquet     |           |                                                                                    |
| 1834                                     | 1843     | Louis Boucoiran        |           |                                                                                    |
| 1843                                     | 1846     | François-Michel Picard |           |                                                                                    |
| 1846                                     | 1848     | Cyprien Picard         |           |                                                                                    |
| 1848                                     | 1853     | Jean-Louis Comte       |           |                                                                                    |
| 1853                                     | 1871     | Cyprien Picard         |           |                                                                                    |
| 1871                                     | 1878     | Paul Vier              |           |                                                                                    |
| 1878                                     | 1881     | M. Jarrige-Ravanis     |           |                                                                                    |
| 1881                                     | 1882     | Ernest Comte           |           |                                                                                    |
| 1882                                     | 1925     | Alfred Magne           |           |                                                                                    |
| 1925                                     | 1935     | Louis Picard           |           |                                                                                    |
| 1935                                     | 1941     | Auguste Aygonnet       |           |                                                                                    |
| 1941                                     | 1944     | Direction collégiale   |           | Délégation spéciale                                                                |
| 1944                                     | 1959     | Adolphe Cordilhac      |           |                                                                                    |
| 1959                                     | 1989     | Henri Llanta           |           |                                                                                    |
| 1989                                     | 2020     | William Portal         | UDI       | Conseiller général puis départemental                                              |
| Juin 2020                                | En cours | Rémi Nicolas           | DVG       | Vice-président de Nîmes Métropole depuis 2020 Conseiller départemental depuis 2021 |
| Les données manquantes sont à compléter. |          |                        |           |                                                                                    |

## Population et société

### Démographie
L'évolution du nombre d'habitants est connue à travers les recensements de la population effectués dans la commune depuis 1793. Pour les communes de moins de 10 000 habitants, une enquête de recensement portant sur toute la population est réalisée tous les cinq ans, les populations de référence des années intermédiaires étant quant à elles estimées par interpolation ou extrapolation. Pour la commune, le premier recensement exhaustif entrant dans le cadre du nouveau dispositif a été réalisé en 2006.

En 2022, la commune comptait 8 370 habitants, en évolution de −2,58 % par rapport à 2016 (Gard : +2,97 %, France hors Mayotte : +2,11 %).
| 1793  | 1800  | 1806  | 1821  | 1831  | 1836  | 1841  | 1846  | 1851  |
| ----- | ----- | ----- | ----- | ----- | ----- | ----- | ----- | ----- |
| 2 103 | 1 945 | 2 305 | 1 812 | 1 925 | 1 910 | 1 886 | 1 908 | 1 972 |

| 1856  | 1861  | 1866  | 1872  | 1876  | 1881  | 1886  | 1891  | 1896  |
| ----- | ----- | ----- | ----- | ----- | ----- | ----- | ----- | ----- |
| 2 013 | 2 037 | 1 945 | 1 889 | 1 971 | 1 905 | 1 755 | 1 684 | 1 724 |

| 1901  | 1906  | 1911  | 1921  | 1926  | 1931  | 1936  | 1946  | 1954  |
| ----- | ----- | ----- | ----- | ----- | ----- | ----- | ----- | ----- |
| 1 637 | 1 580 | 1 519 | 1 514 | 1 529 | 1 528 | 1 447 | 1 421 | 1 678 |

| 1962  | 1968  | 1975  | 1982  | 1990  | 1999  | 2006  | 2011  | 2016  |
| ----- | ----- | ----- | ----- | ----- | ----- | ----- | ----- | ----- |
| 2 030 | 2 548 | 3 150 | 5 149 | 7 548 | 8 181 | 8 692 | 8 601 | 8 592 |

| 2021  | 2022  | - | - | - | - | - | - | - |
| ----- | ----- | - | - | - | - | - | - | - |
| 8 467 | 8 370 | - | - | - | - | - | - | - |

### Enseignement
- Centre de formation d'apprentis de la Chambre de commerce et d'industrie de Nîmes - Bagnols - Uzès - Le Vigan (Pharmacie, Mécanique, Commerce, Hôtellerie).
- 3 écoles maternelles (Peyrouse, De Marcieu, Genestet)
- 2 écoles primaires (Peyrouse, De Marcieu)
- 1 collège (Lou Castellas)

### Manifestations culturelles et festivités
- Mi-avril : Carnaval de Printemps
- 9 mai 2009 : Fête de l'Europe.
- Dernier week-end de juillet habituellement: fête votive

### Sports
- Le JUDO-CLUB MARGUERITTOIS : Il est le plus ancien club d'arts martiaux de la ville. Le club fut créé en 1978 à l'initiative de Monsieur Paul CABANE. Il en été le président et secrétaire et à ce jour[Quand ?] il en est le président d'honneur. Le club a connu des moments forts, en 1985 il a créé une section "sport études ", Pimprenelle, sportive de haut niveau a enseigné dans ce club, elle a été suivie par plusieurs enseignants parmi lesquels, Stéphane LLINARES, Isabelle GONZALES, Ludovic RAMOS, Ludovic LEMERRER, Fabrice CARDIA qui fut plusieurs fois champion de France et d'Europe de kata sportive. Aujourd'hui avec ses 150 adhérents, il a su faire face à la crise sanitaire avec l'aide financière de la ville de Marguerittes et l'ANS. Son dynamisme n'a pas faibli, avec ses nouveaux professeurs Stéphan BOISSEAU et Morgan DALLA-COSTA, le club affiche de nouveaux résultats au niveau régional et national. Il a aussi versé dans l'omnisport avec la création des sections préparation physique et d'initiation aux arts martiaux qui reçoivent de plus en plus d'adeptes.
- Entente Sportive Marguerittoise : 300 licenciés pour 2 équipes seniors, 5 équipes de préformation, ainsi que des équipes de football d'animation. L'équipe fanion évolue pour la saison 2016-2017 en Promotion d'Honneur B (2e échelon départemental) et l'équipe réserve, un niveau plus bas. À partir de la saison 2018-2019, le club compte à nouveau une équipe senior féminine.
- Club Sportif Marguerittois de Handball : des équipes, des plus jeunes aux Seniors. L'équipe fanion masculine évolue en Pré-Nationale.
- Futsal Marguerittois Nîmes Metropole : créé en 2007, affilié à l'Association Française de Futsal, le club spécifique de futsal traditionnel participe au championnat du Gard de futsal niveau Honneur mais a déjà fourni des internationaux de futsal AMF. Le club a atteint les 1/4 de finale de la coupe de France en 2015.

## Économie

### Revenus
En 2018  (données Insee publiées en septembre 2021), la commune compte 3 676 ménages fiscaux, regroupant 8 669 personnes. La médiane du revenu disponible par unité de consommation est de 21 320 € (20 020 € dans le département). 48 % des ménages fiscaux sont imposés (43,9 % dans le département).

### Emploi
|                | 2008   | 2013  | 2018   |
| -------------- | ------ | ----- | ------ |
| Commune        | 8,5 %  | 8,7 % | 10,6 % |
| Département    | 10,6 % | 12 %  | 12 %   |
| France entière | 8,3 %  | 10 %  | 10 %   |

En 2018, la population âgée de 15 à 64 ans s'élève à 5 278 personnes, parmi lesquelles on compte 72,2 % d'actifs (61,6 % ayant un emploi et 10,6 % de chômeurs) et 27,8 % d'inactifs,. Depuis 2008, le taux de chômage communal (au sens du recensement) des 15-64 ans est inférieur à celui du département, mais supérieur à celui de la France.
La commune fait partie de la couronne de l'aire d'attraction de Nîmes, du fait qu'au moins 15 % des actifs travaillent dans le pôle,. Elle compte 2 393 emplois en 2018, contre 2 506 en 2013 et 2 217 en 2008. Le nombre d'actifs ayant un emploi résidant dans la commune est de 3 300, soit un indicateur de concentration d'emploi de 72,5 % et un taux d'activité parmi les 15 ans ou plus de 53,3 %.
Sur ces 3 300 actifs de 15 ans ou plus ayant un emploi, 847 travaillent dans la commune, soit 26 % des habitants. Pour se rendre au travail, 85,1 % des habitants utilisent un véhicule personnel ou de fonction à quatre roues, 3,4 % les transports en commun, 6,2 % s'y rendent en deux-roues, à vélo ou à pied et 5,3 % n'ont pas besoin de transport (travail au domicile).

### Activités hors agriculture

#### Secteurs d'activités
825 établissements sont implantés  à Marguerittes au 31 décembre 2019. Le tableau ci-dessous en détaille le nombre par secteur d'activité et compare les ratios avec ceux du département,.
| Secteur d'activité                                                                                        | Commune | Commune | Département |
| Secteur d'activité                                                                                        | Nombre  | %       | %           |
| --- | ------- | ------- | ----------- |
| Ensemble                                                                                                  | 825     | 100 %   | (100 %)     |
| Industrie manufacturière, industries extractives et autres                                                | 66      | 8 %     | (7,9 %)     |
| Construction                                                                                              | 146     | 17,7 %  | (15,5 %)    |
| Commerce de gros et de détail, transports, hébergement et restauration                                    | 220     | 26,7 %  | (30 %)      |
| Information et communication                                                                              | 21      | 2,5 %   | (2,2 %)     |
| Activités financières et d'assurance                                                                      | 22      | 2,7 %   | (3 %)       |
| Activités immobilières                                                                                    | 15      | 1,8 %   | (4,1 %)     |
| Activités spécialisées, scientifiques et techniques et activités de services administratifs et de soutien | 138     | 16,7 %  | (14,9 %)    |
| Administration publique, enseignement, santé humaine et action sociale                                    | 125     | 15,2 %  | (13,5 %)    |
| Autres activités de services                                                                              | 72      | 8,7 %   | (8,8 %)     |

Le secteur du commerce de gros et de détail, des transports, de l'hébergement et de la restauration est prépondérant sur la commune puisqu'il représente 26,7 % du nombre total d'établissements de la commune (220 sur les 825 entreprises implantées  à Marguerittes), contre 30 % au niveau départemental.

#### Entreprises et commerces
Les cinq entreprises ayant leur siège social sur le territoire communal qui génèrent le plus de chiffre d'affaires en 2020 sont : 
- Ardis SA, supermarchés (32 757 k€)
- Bio Ingredients, commerce de gros (commerce interentreprises) alimentaire spécialisé divers (21 437 k€)
- Nimes Trucks Services, commerce d'autres véhicules automobiles (17 254 k€)
- Beziers Trucks Services, commerce d'autres véhicules automobiles (6 263 k€)
- Castillo, travaux de peinture et vitrerie (5 741 k€)

### Agriculture
La commune est dans la « Plaine Viticole », une petite région agricole occupant le  sud-est du département du Gard. En 2020, l'orientation technico-économique de l'agriculture  sur la commune est la polyculture et/ou le polyélevage.
|               | 1988 | 2000 | 2010 | 2020 |
| ------------- | ---- | ---- | ---- | ---- |
| Exploitations | 91   | 52   | 45   | 36   |
| SAU (ha)      | 862  | 623  | 578  | 686  |

Le nombre d'exploitations agricoles en activité et ayant leur siège dans la commune est passé de 91 lors du recensement agricole de 1988  à 52 en 2000 puis à 45 en 2010 et enfin à 36 en 2020, soit une baisse de 60 % en 32 ans. Le même mouvement est observé à l'échelle du département qui a perdu pendant cette période 61 % de ses exploitations,. La surface agricole utilisée sur la commune a également diminué, passant de 862 ha en 1988 à 686 ha en 2020. Parallèlement la surface agricole utilisée moyenne par exploitation a augmenté, passant de 9 à 19 ha.

## Culture locale et patrimoine

### Édifices civils
- Oppidum de Roquecourbe : habitat fortifié. Âges du Fer I et II.
- Tracé de l’aqueduc romain d'Uzès à Nîmes  Inscrit MH (1999)[41].
- Roquecourbe : gisement gallo-romain.
- Cantelon : bâtiment gallo-romain.
- Beaulieu : bâtiment et cimetière gallo-romains. Habitat de l'Âge du Fer I.
- Église de Couloures : vestiges gallo-romains.
- La Garne et le Deves : anciens villages du haut Moyen Âge et ruines d'antiques villas romaines.
- Mézeirac : tombes et stèles gallo-romaines.

### Édifices religieux
- Église paroissiale Saint-Pierre de Marguerittes bâtie durant la seconde moitié du XIXe siècle (styles néogothique et roman)[42],[43].
- Ancienne église Saint-Pierre[43] : d'abord romane puis remaniée en style gothique au XVe siècle (remarquables bas côtés en voûtes d'ogives à liernes et tiercerons surmontés de tribunes) ; remaniée au XVIIe siècle (porte occidentale et sud). La nef se compose de deux travées, de chaque côté des bas côtés sont surmontés de tribunes à arcades supportées par d'importants piliers cylindriques. Le chœur a disparu. Cet édifice digne d'intérêt se trouve aujourd'hui dans un état alarmant. L'édifice a été inscrit au titre des monuments historiques en 2015[44].
- Ruines de la chapelle Saint-Gilles du XIe siècle : pur style roman.

### Patrimoine culturel
- Maison de la garrigue et des terroirs de l'olivier : musée du Rachalan et des oliviers.
- Combe des Bourguignons.

Le 2 août 1989, un violent incendie ravageait 800 hectares de garrigues sur les collines dominant Marguerittes au nord, mettant au jour d'anciens enclos agricoles, avec leur cabane et murs en pierre sèche, édifiés  au XIXe siècle par les petites gens de Marguerittes (ou rachalans) au lieu-dit la combe des Bourguignons. Ces manouvriers, après avoir vendu leurs bras à de grands propriétaires terriens, employaient leur temps libre à aménager et cultiver quelque maigre parcelle qu'ils avaient louée ou achetée. Les ouvrages bâtis à l'aide du matériau calcaire extrait du sol — capitelles, murs d'enclos, murs de soutènement de terrasses, béal — ont été restaurés tandis que certaines parcelles étaient replantées de vignes et d'oliviers.
Depuis 2002, un parcours d'interprétation, long de 1,9 km, fait découvrir ce qu'était la vie dans la garrigue. Un conservatoire variétal permet également de mieux connaître l'olivier.

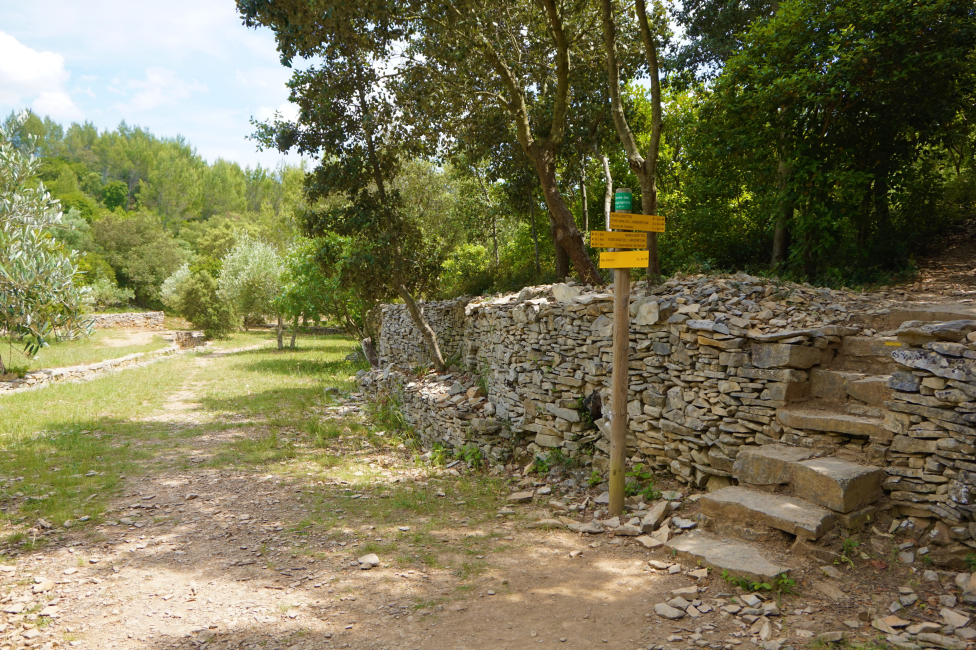
Escalier transversal ménagé dans un mur de soutènement de terrasse.
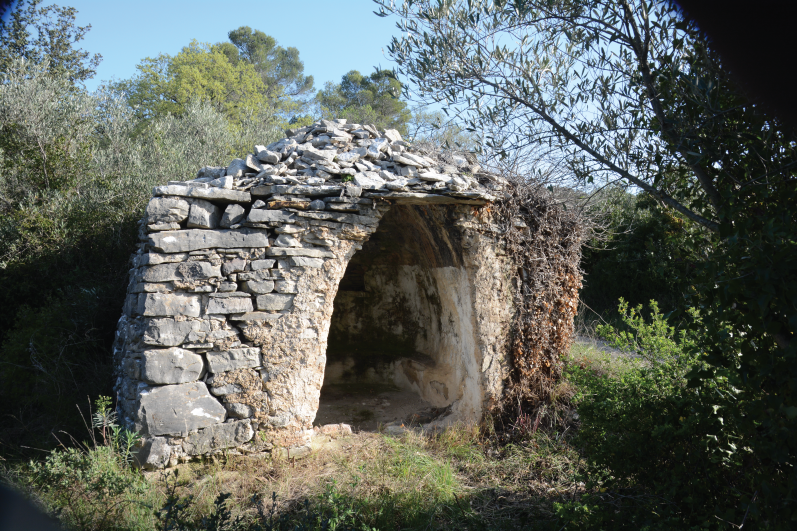
Cuvier construit pour recevoir la récolte de raisin.
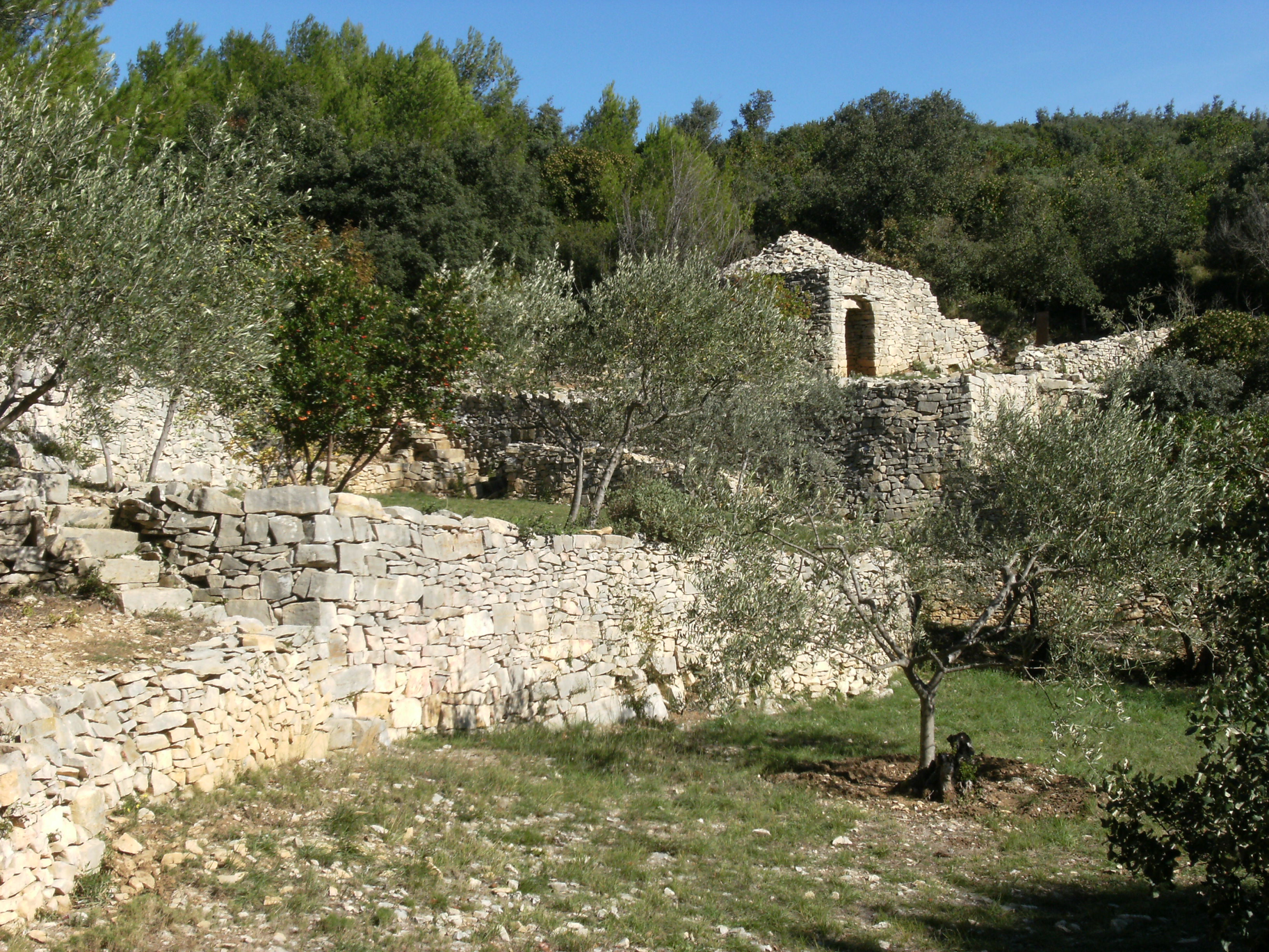
Capitelle et murs de soutènement de terrasses.
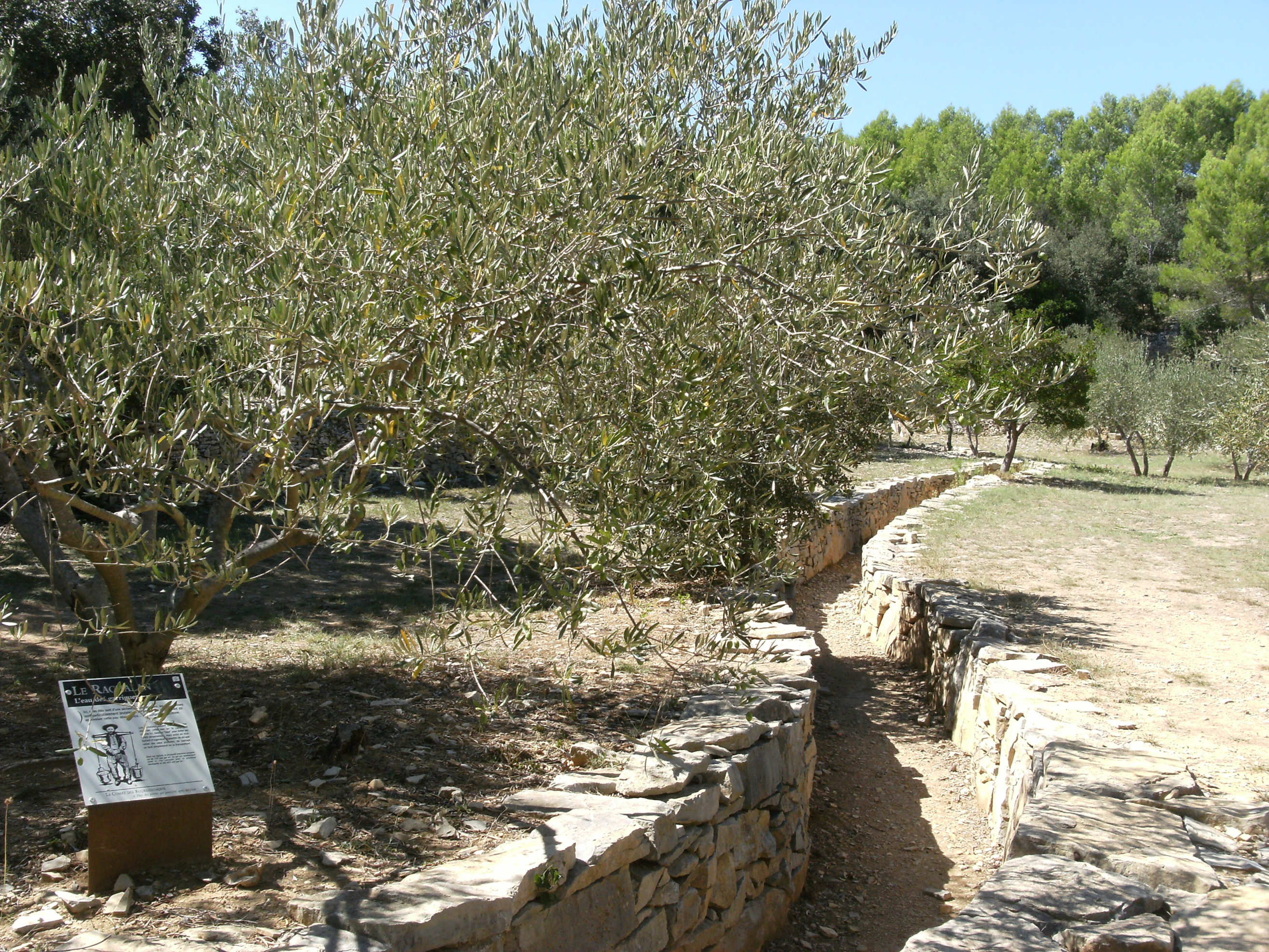
Béal (canal de dérivation) en pierre sèche traversant le site.

### Personnalités liées à la commune
- Charles Bourneton (1897-1944), homme politique français.
- La famille Teissier de Marguerittes :
  - Jean-Antoine Teissier de Marguerittes ;
  - Guillaume-Ferdinand Teissier ;
  - Jean Teissier de Marguerittes.

### Héraldique
| Blason de Marguerittes | Blason  | D'azur, à trois marguerites d'argent, rangées sur une terrasse du même, surmontées d'un soleil d'or. |
| Blason de Marguerittes | Détails | Le statut officiel du blason reste à déterminer.                                                     |